# Castillo de Dúrcal
El castillo de Dúrcal es una fortaleza de época musulmana, situada a 2 km al sur de la localidad de Dúrcal, en la provincia de Granada, comunidad autónoma de Andalucía, España, sobre una colina conocida como El Castillejo, a 800 m s. n. m.. Se le conoce también como Peñón de los Moros.
Su localización cartográfica en MME, E. 1/50.000, es la hoja 1041, cuadrícula 449-450/4092-4093.

## Descripción
El recinto se encuentra en ruina, conservándose solamente algunos restos de muralla con apenas 30 cm de alzada, alguna torre muy deteriorada, una puerta de acceso y un aljibe.
La obra es de mampostería con mortero de cal y arena, conformando una planta poligonal irregular, aparentemente muy extensa. El torreón que subsiste está construido en tapial sobre zócalo de mampuesto, con una intervención de restauración muy deficiente y extraña. 
El aljibe, pegado a la muralla, es rectangular, situado sobre rasante con una altura de 1,80 metros, y una base de 5 x 2,10 metros, construido con mampostería enlucida y bóveda de medio cañón, de lajas de piedra.

## Datación
Los arqueólogos han datado el castillo en época anterior a la nazarí, aunque los restos de cerámica encontrados pertenecen a esta época.